# Amedeo Grillo
Amedeo Grillo (La Spezia, 5 giugno 1901 – La Spezia, 13 luglio 1979) è stato un pugile italiano olimpionico a Parigi 1924.

## Biografia
Soprannominato il colosso di Toracca, era un mediomassimo e rappresentò l'Italia ai Giochi della VIII Olimpiade che si svolsero a Parigi nel 1924.

Fu eliminato al secondo turno dal francese Georges Rossignon